# Chóra Sfakíon
Chóra Sfakíon (grec moderne : Χώρα Σφακίων) ou Sfakiá (grec moderne : Σφακιά) est une localité de la côte sud de la Crète, en Grèce. Elle est le chef-lieu de la région montagneuse de Sfakiá et compte seulement 278 habitants au recensement de 2001.
Chóra Sfakíon se situe à la fin des gorges d'Imbros, à 74 km au sud de La Canée. La commune possède deux petits ports, qui accueillent des ferry venus d'Agía Rouméli, de Loutro et de l'île de Gavdos. L'économie locale est basée sur le tourisme, la pêche et l'agriculture.
Chóra Sfakíon a connu son apogée durant les occupations vénitienne et ottomane de la Crète. Jusqu'au XVIIIe siècle, elle possédait sa propre petite flotte et on raconte qu'une centaine d'églises parsemaient son territoire. Cependant, la commune a beaucoup souffert de la guerre d'indépendance grecque et, plus tard, des bombardements liés à la Seconde Guerre mondiale (voir Bataille de Crète).

## Galerie

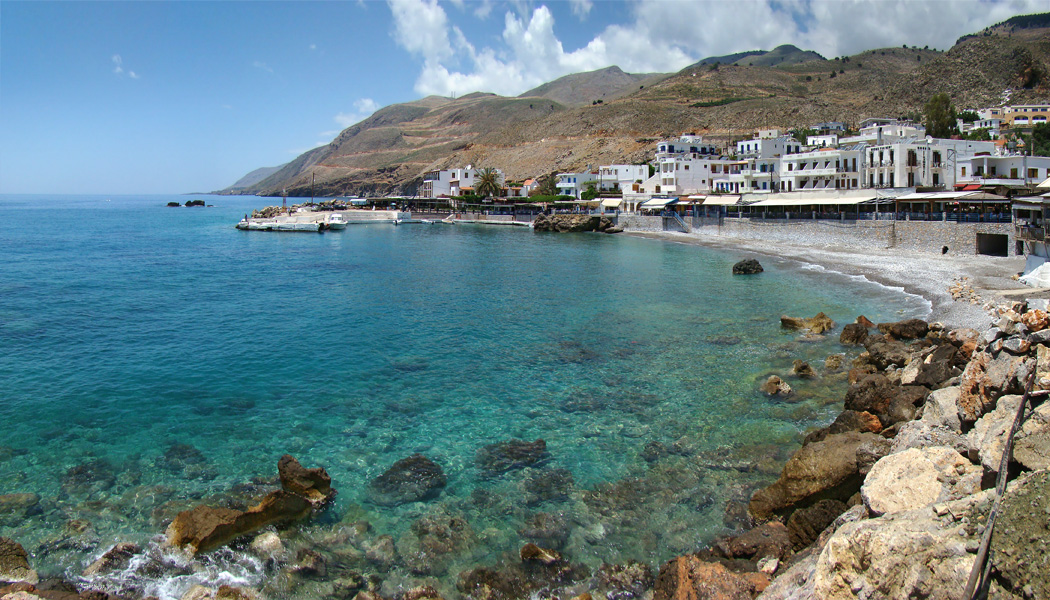
Le village de Chóra Sfakíon.
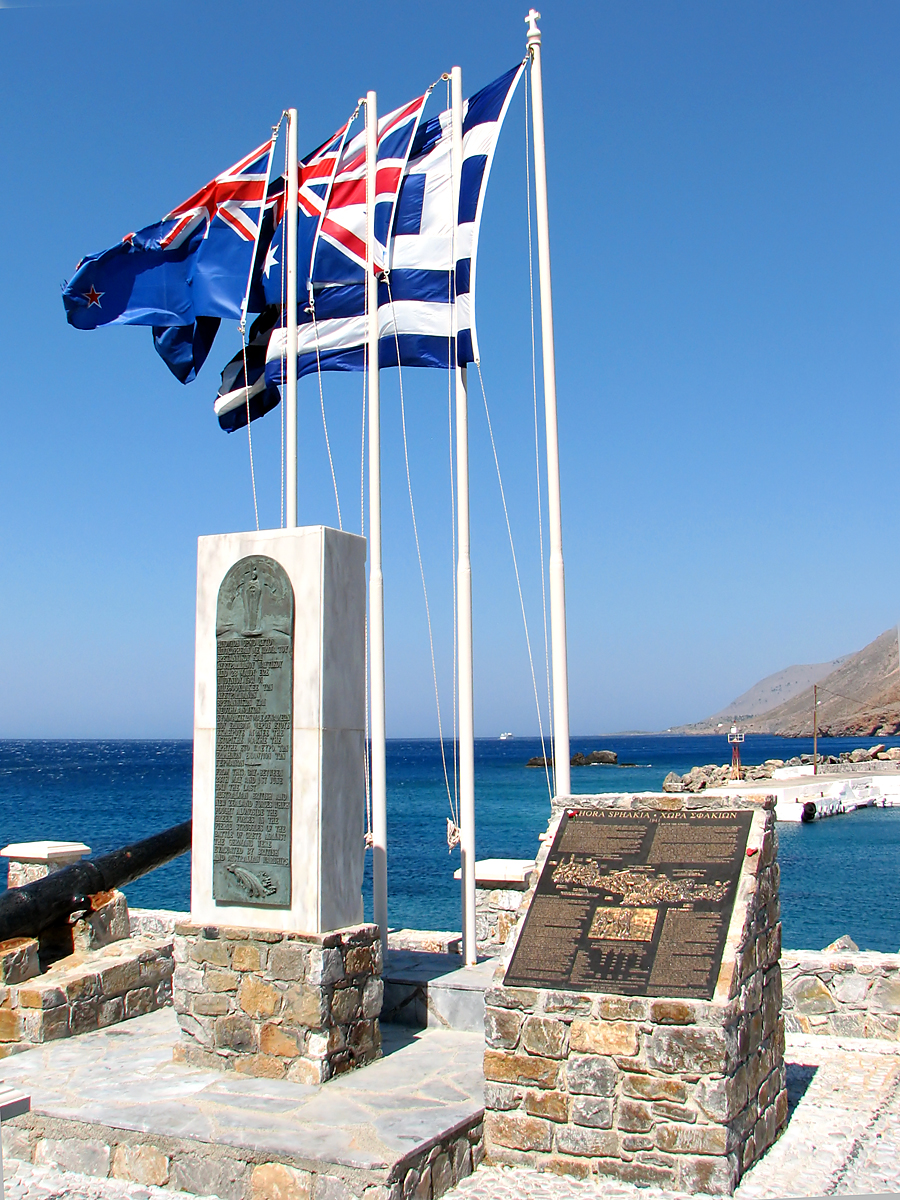
Monument commémorant l'évacuation durant la Seconde Guerre mondiale des forces britanniques et de l'ANZAC de Sfakion en mai 1941.